# 大ノ海久光

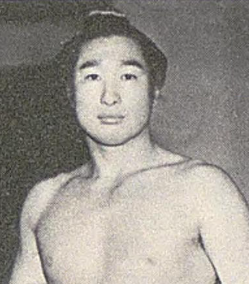
大ノ海 久光

大ノ海 久光（おおのうみ ひさみつ、1916年3月20日 - 1981年9月20日 ）は、秋田県南秋田郡井川町出身で二所ノ関部屋に所属した大相撲力士。本名は中島 久光（旧姓工藤）。最高位は西前頭3枚目。11代花籠。現役時代の体格は176cm、99kg。得意手は左四つ、寄り。

## 人物

### 横綱玉錦へ入門
祖父が村会議員を務め、父の三兄弟は相撲大会があれば賞品をせしめる村相撲の強豪だったことから、家から江戸相撲の関取を出したいという共通の夢を持つ地主の家で育ち、叔父の養子となる。
秋田の歩兵第17連隊に入隊し、師団対抗相撲大会で優勝、弘前師団大隊長の秩父宮から優勝カップをいただき、「秋田の連隊に力の強い男がいる。」と有名になった。井筒部屋、出羽海部屋からも誘いが来たが、現役横綱で二所ノ関二枚鑑札の玉錦が連隊長に直訴し、相撲好きの連隊長が除隊を認め、玉錦が井筒部屋と出羽海部屋に、部屋の力士に稽古をつけるから譲ってほしいと詫びを入れた結果、二所ノ関部屋に入門、若ノ花の四股名で1937年（昭和12年）1月場所で初土俵を踏む。20歳という遅いスタートであった。玉錦が急死したために指導を受けたのは2年足らずだったが、その後の人生に大きな影響を受ける。幕下時代に大ノ海と改名、1943年（昭和18年）1月場所新十両、1944年（昭和19年）11月場所新入幕、結婚して中島姓になると赤紙が来て秋田第17連隊に召集され入隊すると、かつての同僚たちが上官になっていて、「太りすぎていて兵隊として不適格」を理由とする温情で東京へ戻された。軽量であったが力は強かった。しかし、決め技がなく相撲の遅いタイプだった。稽古が嫌いでカレーを食べることだけが楽しみという欲の無い性格も出世を妨げたと言われている。

### 阿佐ヶ谷勢の隆盛
1945年（昭和20年）3月の東京大空襲で二所ノ関部屋は焼失、東京杉並区の真盛寺に間借りをする。これが阿佐ヶ谷との縁の始まりだった。玉錦の後を引き継いだ玉ノ海が、「幕内まで昇進した者には内弟子を採用して分家独立することを奨励する」方針を打ち出したことから、大ノ海も弟子育成を志す。室蘭から若ノ花をスカウトして真盛寺へ連れてきて、若ノ花は内弟子第一号として二所ノ関部屋に入門し、1946年（昭和21年）初土俵を踏んだ。現役中の1948年（昭和23年）に幕内昇進後から師範を務めていた縁もあり、杉並区阿佐ヶ谷にあった日本大学相撲部合宿所に「大ノ海道場」を設立、隣接地に部屋の建設を始めて内弟子を育成しはじめ事実上の独立をする。
1951年（昭和26年）、「アメリカへの相撲紹介」を目的とした訪米団が構想されると、部屋建設資金稼ぎを目的に訪米団に入る。団長の4代高砂（前田山）と共に訪米しリングにあがると、現役レスラーとの興業がバカ受けする。「君ならレスラーとして大成するからアメリカへ残らないか。」と、全米プロレス協会会長からスカウトされ、死ぬまで食える金が保証されることもあり迷うが、「君には弟子がいるのだから、すべてを水に流して協会に戻りなさい。」と出羽海理事長に諭されたこともあり帰国する。帰国すると、米国から大金を持って帰ってくると早合点した大工が部屋の建物を建ててくれていた。若ノ花は「師匠が米国でレスラーになるなら自分も訪米するつもりだったという。場所を巡業によって休場したのはアメリカの巡業先との契約延長によって帰国が間に合わなかったためである。正当な理由なしに本場所を休場したため、協会内では厳しい処分や通常の全休相当の番付降下が当然という議論も噴出したが、相撲普及の功績が認められ、休場した9月場所は5勝10敗相当の下降幅に留めるという措置が為された。このアメリカ生活によって大ノ海は番付を十両まで落としたが、帰国した時若ノ花は小結まで番付を上げていた。絵に描いたような師弟逆転であり、若乃花は後に「あれはどうにもサマにならなかった」と自著の中で述懐している。
1952年（昭和27年）5月場所の引退後（番付上、実質は同年1月場所引退、一緒に訪米した4代高砂から名跡を借りて芝田山部屋を興す。1953年（昭和28年）5月、仲が良かった10代花籠（照錦）と名跡交換して11代花籠を襲名、同時に部屋名も花籠部屋に変更する。

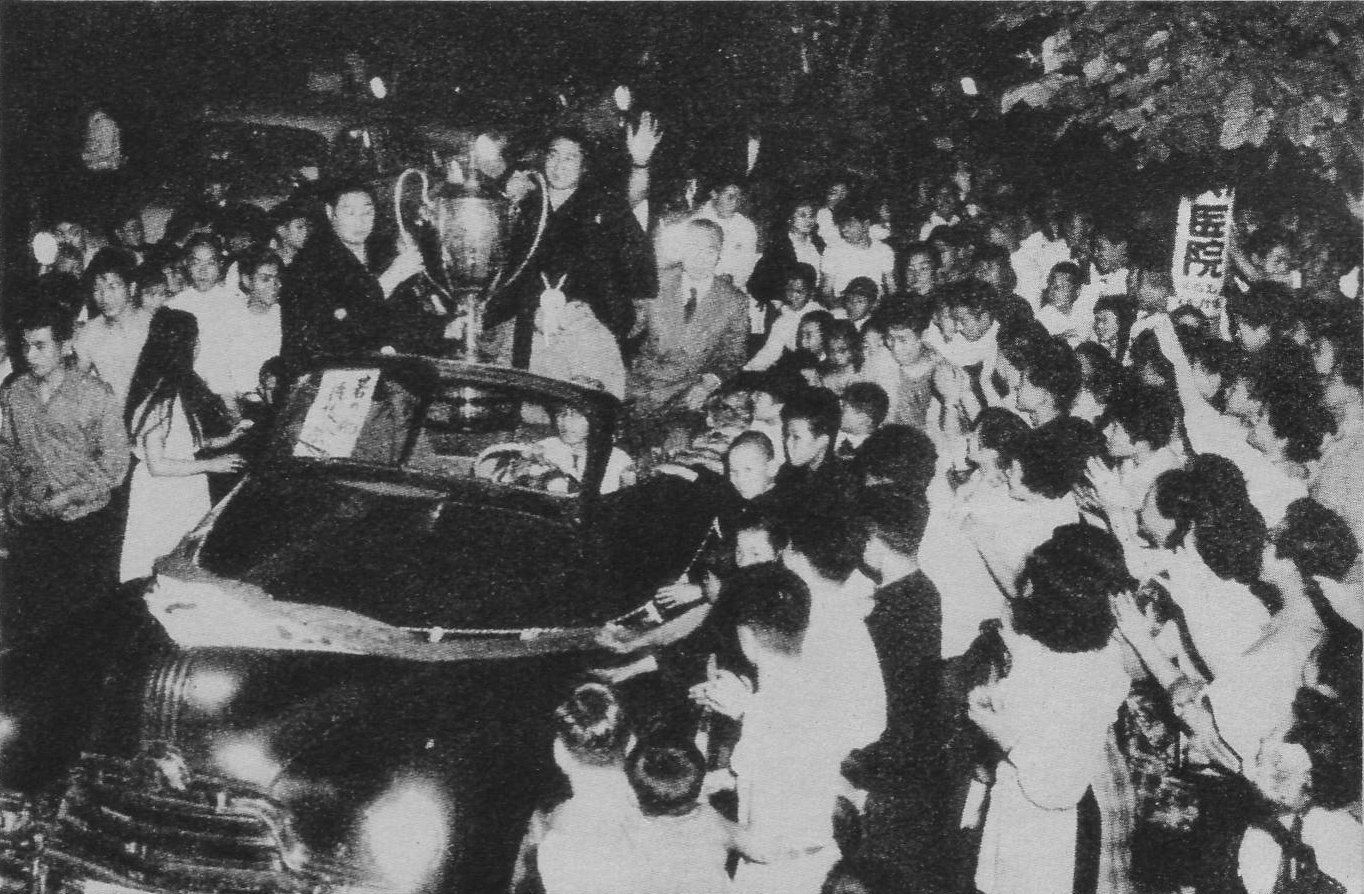
1956年夏場所、若ノ花初優勝時の優勝パレード

「いつか阿佐ヶ谷に天皇賜杯と優勝旗を運びたい、横綱を育てたい。」と志し、毎朝3時に起きて市場に食料の買い出しをして、5時に部屋へ戻ってあけても暮れても若い頃の四股名を譲った若ノ花の稽古台を務めた。本家・二所ノ関部屋の巡業組合から外され、幕内力士が若ノ花だけの陣容で僻地を巡業して食いつなぐ状況で、質屋通いは当たり前で支払が滞るため米屋も酒屋も何度も変えざるを得ない「日本一の貧乏部屋」だったことから出羽海理事長から「やっていけるのか」と心配されるほどだったが、若ノ花の躍進とともに経営も軌道にのった。
1956年（昭和31年）5月場所で若ノ花は決定戦を制して初優勝。両国を離れて山の手に優勝旗が運ばれたのは初めてのことで、青梅街道には数十万の見学者が集まったことで都電はストップ、 若ノ花を乗せたオープンカーは、新宿西口から阿佐ヶ谷の花籠部屋まで3時間かかるほどの大騒ぎとなった。
1961年（昭和36年）9月場所から1962年（昭和37年）1月場所にかけては現役幕内力士7人「花籠七若」（第45代横綱若乃花、 若ノ海、 若秩父、若三杉、 若ノ國、若駒、 若天龍）を擁した。
1970年代に入ると、第54代輪島、大関魁傑などの活躍で第二の黄金期となった。分家・二子山部屋の大関貴ノ花を含めた3人は阿佐ヶ谷トリオと呼ばれ絶大な人気を博した。
2横綱（第45代若乃花、第54代輪島）1大関（魁傑）を含む三役以上8人など関取（十両以上）を27人育て、目立った活躍がなかった現役時代とは対照的に弟子育成に大きな功績を残し、名伯楽と称賛された。のびのびと育て、持てる力を最大限に発揮させる方針で育成、自分が横綱になれなかったからこそ力士の持つ個性を的確に早くつかみとり、親方として立場は変わったと一日も早く頭を切り替えて指導する考えを本田宗一郎との対談で話したところ意気投合したという。
花籠部屋のみならず、分家独立した二子山部屋からは第56代横綱若乃花(2代)、第59代横綱隆の里の2横綱と貴ノ花、若嶋津の2大関、放駒部屋からは第62代横綱大乃国と、阿佐ヶ谷にある本家・分家から横綱・大関以下多くの大勢の関取を輩出したことから阿佐ヶ谷勢と称される一大勢力を築き上げ、阿佐ヶ谷は「東の両国、西の阿佐ヶ谷」と言われた大相撲の拠点となった。一時は花籠一門を称した。現在も花籠部屋、二子山部屋、放駒部屋の系統は二所ノ関一門阿佐ヶ谷系と言われる。
協会理事としても長きにあたって活躍し、1968年（昭和43年）の時津風理事長急死の際は、計数に明るく頭も切れる出羽海一門の総帥である武蔵川理事を後任理事長に推薦した。
この背景には本家を継いだ二所ノ関とソリが合わなかったため、当時の巡業は一門別だったにもかかわらず二所ノ関一門から外されるなど冷遇されたが、武蔵川の引きで票を借りて理事へ当選、巡業部長の執務で実力を認められた経緯がある。
1974年（昭和49年）には伊勢ケ浜を反出羽海一門候補として擁立しようとしていた本家二所ノ関に反して若い春日野理事長（出羽海一門）を擁立し、反主流派票の切り崩しに辣腕を振るった功績で協会NO2の事業部長に就任した。
1975年（昭和50年）の押尾川騒動では二所ノ関一門の長老として調停役を果たした。
日本相撲協会の歴代理事長の多くは、出羽海一門出身者によって占められているが、のちに大ノ海の弟子である二子山（初代若乃花）と放駒（魁傑）が日本相撲協会理事長に就任している。
停年直前に膵臓がんが判明し治療していた。1981年、停年（定年）の10日前に弟子で娘婿（後に解消）の輪島に部屋を譲るため廃業（退職）した。後見として輪島を支える間も僅か、膵臓がんのため同年9月に死去。65歳没。死没日をもって従五位叙位、勲四等瑞宝章を追贈された。9月場所後の輪島の引退相撲の断髪式では、土俵上で遺族が輪島の傍らに立ち、大ノ海の遺影を掲げ、二子山が止め鋏を入れた。
「私の苦労の道は、若乃花の努力の道である。若乃花との一心同体の経営が花籠部屋を築き上げた。」と述べており、花籠親方が食料調達など経営に精力を注ぎ、稽古場はもっぱら部屋頭の若乃花が、本家・二所ノ関部屋仕込みの「二所の荒稽古」で指導した。孫弟子にあたる貴ノ花は、「花籠親方とうちの師匠（若乃花）ほど仲のいい師弟はいない。」と述べ、花籠部屋から二子山部屋の分家独立ほど円満な独立は珍しかったという。
因みに若乃花の四股名は、弟子の初代若乃花幹士（花田勝治）を初代、その弟子の2代若乃花幹士（元若三杉壽人、下山勝則）を二代目、初代の甥若乃花勝（花田勝）を三代目として数えることが一般的であるが、初代若乃花幹士は師匠である大ノ海に敬意を表し、「私の師匠（大ノ海）が初代若ノ花であり、自分は二代目である」と語っていた。
1951年アメリカ巡業中にプロレスから勧誘されたことも知られているが、自身の四股名を譲った弟子大ノ海敬士が引退後にプロレスラーになったことも因縁めいている。息子（本名:中島克治）も大ノ海の四股名で幕下力士だった。アメリカ巡業の影響なのか戦後から洋食に傾倒し、和食は一切食べなくなったという。
大ノ海の死後、1982年4月に輪島に嫁いだ長女の五月が自殺を図り失敗、その後離婚。また、若乃花や輪島らの横綱を陰で支えた妻のトミは、「日本一の貧乏部屋」と評され布団まで質に入れるなど辛酸を舐めながら苦労を重ねて隆盛させた花籠部屋が1985年12月に輪島の不祥事で消滅したことを苦に、翌1986年5月23日の夕刻、老後のために購入した八王子市横川町の別荘の物置で、鴨居に電気コードをかけ縊死自殺を遂げた。65歳没。
次男は、孫弟子の15代花籠親方（太寿山忠明）が1992年に二子山部屋から分家独立して花籠部屋を再興する際に、山梨県北都留郡上野原町での開設に尽力したが、他部屋への出稽古や新規入門者の相撲教習所通学に支障を来したことから、1996年12月に東京都墨田区に部屋を移転させる。
開設に尽力した経緯から移転に猛反対した次男は、東京地方裁判所に年寄名跡の返還を求める民事訴訟を起こしたが、1998年9月、裁判は次男が敗訴して決着している。
その後、2012年5月24日、部屋の経営難を理由として、同じ二所ノ関一門に所属する峰崎部屋に吸収合併され、花籠部屋は再度消滅した。

## 主な成績
- 通算成績：172勝174敗3分6休 勝率.497
- 幕内成績：88勝108敗3分2休 勝率.449
- 現役在位：35場所
- 幕内在位：16場所

### 場所別成績
| 1937年 （昭和12年） | （前相撲）         | 東序ノ口14枚目 5–2       | x                      |
| 1938年 （昭和13年） | 西序二段13枚目 5–2 | 東三段目25枚目 3–4       | x                      |
| 1939年 （昭和14年） | 西三段目27枚目 5–2 | 東幕下41枚目 5–3         | x                      |
| 1940年 （昭和15年） | 西幕下21枚目 3–1   | 西幕下17枚目 4–4         | x                      |
| 1941年 （昭和16年） | 西幕下12枚目 3–5   | 東幕下19枚目 4–4         | x                      |
| 1942年 （昭和17年） | 東幕下18枚目 4–4   | 東幕下10枚目 7–1         | x                      |
| 1943年 （昭和18年） | 西十両14枚目 10–5  | 西十両5枚目 6–9          | x                      |
| 1944年 （昭和19年） | 東十両10枚目 10–5  | 西十両3枚目 7–3          | 東前頭16枚目 4–5 1痛分 |
| 1945年 （昭和20年） | x                  | 西前頭12枚目 3–4         | 西前頭17枚目 5–4 1分   |
| 1946年 （昭和21年） | x                  | x                        | 西前頭8枚目 3–10       |
| 1947年 （昭和22年） | x                  | 東前頭12枚目 8–2         | 東前頭6枚目 2–9        |
| 1948年 （昭和23年） | x                  | 東前頭16枚目 7–3 1分     | 東前頭11枚目 6–5       |
| 1949年 （昭和24年） | 東前頭9枚目 7–6    | 東前頭8枚目 5–10         | 東前頭12枚目 11–4      |
| 1950年 （昭和25年） | 西前頭3枚目 5–10   | 西前頭8枚目 7–8          | 東前頭10枚目 7–8       |
| 1951年 （昭和26年） | 東前頭11枚目 3–12  | 東前頭18枚目 5–8–2       | 西十両筆頭 休場 0–0–15 |
| 1952年 （昭和27年） | 西十両6枚目 3–12   | 西十両13枚目 引退 0–0–15 | x                      |
| 各欄の数字は、「勝ち-負け-休場」を示す。 優勝 引退 休場 十両 幕下 三賞：敢=敢闘賞、殊=殊勲賞、技=技能賞 その他：★=金星 番付階級：幕内 - 十両 - 幕下 - 三段目 - 序二段 - 序ノ口 幕内序列：横綱 - 大関 - 関脇 - 小結 - 前頭（「#数字」は各位内の序列） |                    |                          |                        |

- 1951年9月場所はアメリカ巡業のため出場不能だった。

### 幕内対戦成績
| 愛知山     | 2 | 5 | 東冨士 | 0 | 1 | 綾昇           | 1(1) | 0    | 五ツ海   | 1 | 3  |  |  |  |
| 因州山     | 2 | 0 | 大内山 | 1 | 2 | 大熊           | 1    | 2    | 大起     | 5 | 4  |  |  |  |
| 大ノ森     | 1 | 2 | 大晃   | 0 | 2 | 大蛇潟         | 2    | 1    | 甲斐ノ山 | 0 | 3  |  |  |  |
| 鏡里       | 0 | 3 | 柏戸   | 2 | 0 | 北ノ洋         | 0    | 1    | 九州山   | 0 | 0※ |  |  |  |
| 清恵波     | 2 | 1 | 清美川 | 2 | 1 | 九ヶ錦         | 1    | 0※   | 九州錦   | 2 | 3  |  |  |  |
| 高津山     | 0 | 1 | 小坂川 | 1 | 0 | 相模川         | 1    | 0    | 櫻國     | 1 | 0  |  |  |  |
| 櫻錦       | 3 | 1 | 汐ノ海 | 0 | 2 | 信夫山         | 1    | 2(1) | 清水川   | 2 | 5  |  |  |  |
| 鯱ノ里     | 1 | 1 | 信州山 | 1 | 0 | 神東山         | 1    | 2    | 竹旺山   | 2 | 0  |  |  |  |
| 千代ノ山   | 0 | 3 | 常ノ山 | 3 | 1 | 照國           | 0    | 1    | 輝昇     | 1 | 0  |  |  |  |
| 出羽錦     | 1 | 1 | 時津山 | 0 | 1 | 栃錦           | 2    | 2※   | 名寄岩   | 4 | 2  |  |  |  |
| 鳴門海     | 1 | 2 | 白龍山 | 0 | 1 | 大岩山(羽衣)   | 2    | 1    | 羽嶋山   | 2 | 3  |  |  |  |
| 肥州山     | 1 | 0 | 備州山 | 2 | 3 | 広瀬川         | 5    | 6    | 二瀬山   | 1 | 2  |  |  |  |
| 不動岩     | 2 | 3 | 前田山 | 0 | 1 | 前ノ山(醍醐山) | 1    | 1    | 増位山   | 1 | 1  |  |  |  |
| 増巳山     | 0 | 1 | 松ノ里 | 0 | 1 | 緑國           | 5    | 2    | 緑嶋     | 1 | 1  |  |  |  |
| 三濱洋     | 1 | 0 | 宮城海 | 1 | 2 | 陸奥ノ里       | 1    | 1    | 八方山   | 2 | 4  |  |  |  |
| 山口(神錦) | 0 | 1 | 吉井山 | 1 | 1 | 吉田川         | 0    | 1    | 吉葉山   | 0 | 1  |  |  |  |
| 若潮       | 1 | 0 | 若瀬川 | 0 | 4 | 若葉山         | 1    | 3    | 若港     | 2 | 0  |  |  |  |

※他に九州山と痛分が、九ヶ錦と栃錦に引分がそれぞれ1つずつある。

## 改名歴
- 若ノ花（わかのはな）1937年1月場所 - 1941年5月場所
- 大ノ海 久光（おおのうみ　ひさみつ）1942年1月場所 - 1952年5月場所

## 年寄変遷
- 芝田山 久光（しばたやま　ひさみつ）1952年5月 - 1953年5月
- 花籠 久光（はなかご　ひさみつ）1953年5月 - 1981年3月(廃業)

## 師匠
- 玉錦三右衛門
- 玉の海梅吉
- 佐賀ノ花勝巳

## 弟子
横綱
- 若乃花幹士 (初代)（45代・青森）※第6代日本相撲協会理事長
- 輪島大士（54代・石川）

大関
- 魁傑將晃（山口）※第11代日本相撲協会理事長

関脇
- 若秩父高明（埼玉）
- 若三杉彰晃（香川）（大豪久照）
- 荒勢永英（高知）

小結
- 若ノ海周治（秋田）
- 龍虎勢朋（東京）
- 花乃湖健（秋田）※後に放駒部屋へ移籍

前頭
- 大ノ浦一廣（秋田）
- 若天龍祐三（京都）
- 若駒健三（秋田）
- 若ノ國豪夫（岐阜）
- 若ノ海正照（岩手）ちゃんこ店。「ひらり」に出演
- 大豪健嗣（秋田）
- 大ノ海敬士（山形）後に石川敬士のリングネームでプロレスラーとして活動
- 三杉磯秀人（青森）※後に放駒部屋へ移籍
- 花光節夫（岩手）
- 若乃洲敏弥（福岡）

十両
- 若椿利信（大阪）
- 大橋直松（秋田）
- 清乃華玉誉（大阪）
- 熊乃浦忠行（熊本）
- 沢風富治（秋田）
- 大海竹郎（岩手）
- 花ノ国明宏（大阪）※後に放駒部屋へ移籍
- 花嵐一美（和歌山）
- 若十勝正雄（北海道）
- 若美山三雄（北海道）

内弟子
- 二子岳武（小結、初代若乃花の弟子）
- 大乃国康（横綱、魁傑の弟子）

## 著書
- 『横綱づくりの秘伝 : 私の相撲自伝』 ベースボール・マガジン社 1977